# 克雷马雷
克雷马雷（法語：Crémarest，法語發音：[kʁemaʁɛ]）是法国上法蘭西大區加来海峡省的一个市镇，属于滨海布洛涅区。

## 地理
克雷马雷（50°41'58"N, 1°47'6"E）面积11.69 平方千米，位于法国上法蘭西大區加来海峡省，该省份为法国北部沿海省份，西北濒北海，南至索姆省，东临北部省。
与克雷马雷接壤的市镇（或旧市镇、城区）包括：阿兰克坦、维尔维涅、班克坦、贝勒布吕讷、布农维尔、代夫勒。

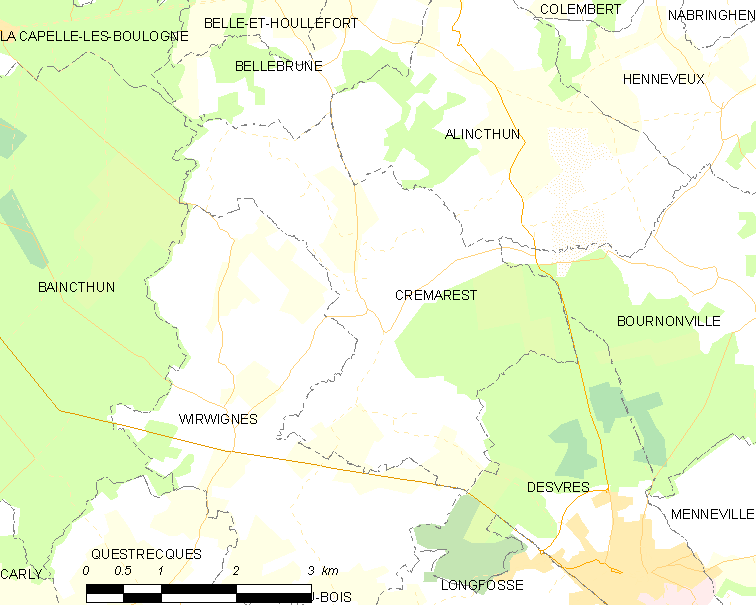
克雷马雷的OSM定位图

克雷马雷的时区为UTC+01:00、UTC+02:00（夏令时）。

## 行政
克雷马雷的邮政编码为62240，INSEE市镇编码为62255。

## 政治
克雷马雷所属的省级选区为代夫勒县。

## 人口

1962-2008年间克雷马雷人口变化图示

克雷马雷于2022年1月1日时的人口数量为802人。